# Tayloria mirabilis
Tayloria mirabilis är en bladmossart som beskrevs av Brotherus 1903. Tayloria mirabilis ingår i släktet trumpetmossor, och familjen Splachnaceae. Inga underarter finns listade i Catalogue of Life.